# Scappa, scappa... poi ti prendo!
Scappa, scappa... poi ti prendo! (I'm Gonna Git You Sucka) è un film del 1988 diretto da Keenen Ivory Wayans.

## Trama
Jack Spade, protagonista della vicenda ed ex soldato, decide di tornare a New York poiché è morto suo fratello. Nel corso della pellicola si scopre che ad aver ucciso quest'ultimo citato è stato Mister Big, boss famosissimo nella città. Insieme alla sua fidata spalla John Slade, riusciranno a vendicarsi.